# Inondation soudaine
Pour un article plus général, voir Inondation.

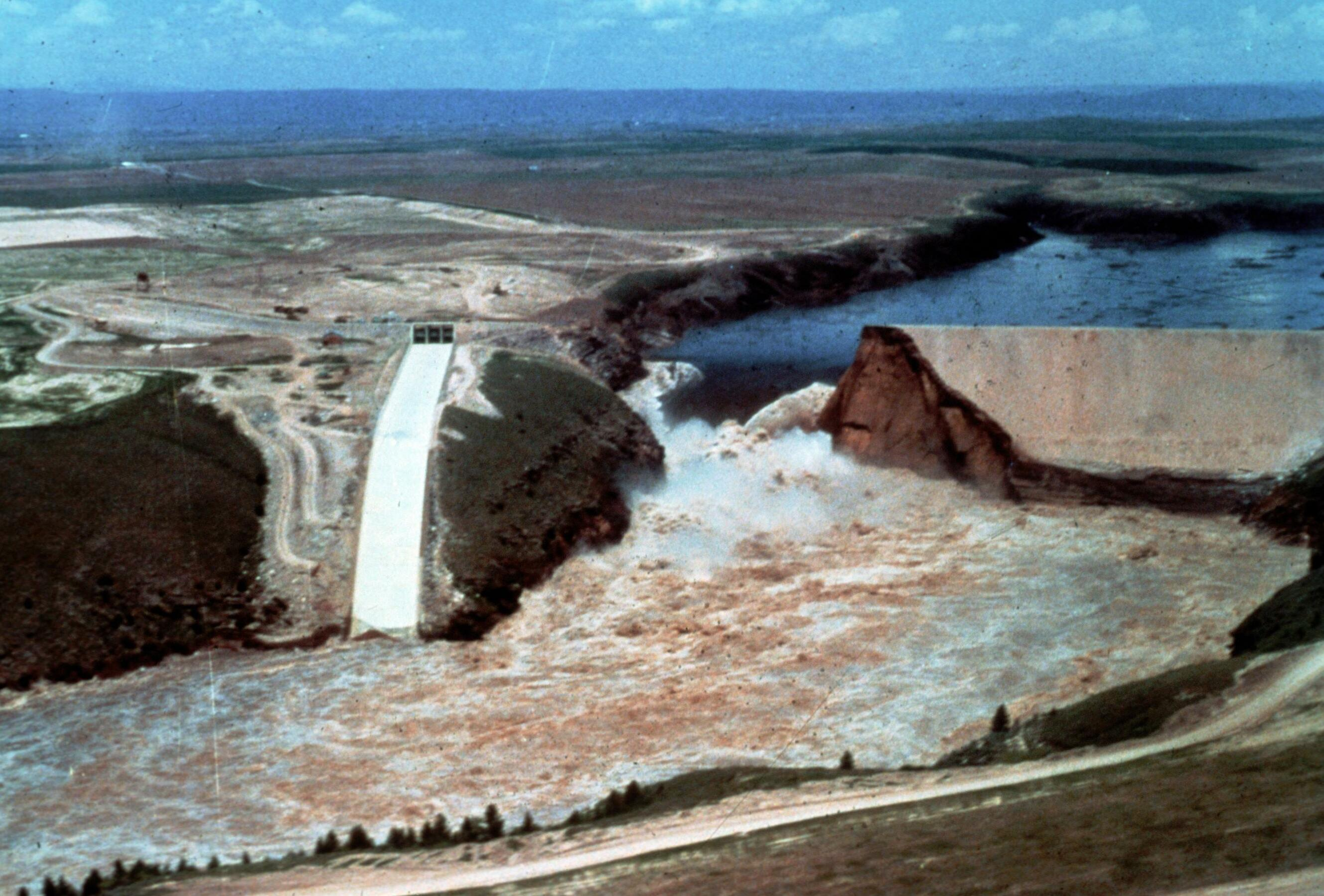
Inondation soudaine de la rivière Teton en raison de la rupture du barrage Teton en 1976 aux États-Unis.

Une inondation soudaine est un type d'inondation survenant de manière très rapide, soit à la suite d'un phénomène météorologique (crue éclair, submersion marine, etc.), soit d'un événement catastrophique d'origine anthropologique (rupture de barrage, rupture de canalisation d'eau, etc.), naturelle (vidange brutale de lac glaciaire, jökulhlaup, lahar, etc.) ou encore géologique (transgression pliocène, hypothèse du déluge de la mer Noire, etc.),.